# Maxilly-sur-Saône
Maxilly-sur-Saône település Franciaországban, Côte-d’Or megyében. Lakosainak száma 367 fő (2022. január 1.). Maxilly-sur-Saône Talmay, Pontailler-sur-Saône, Saint-Sauveur, Drambon, Heuilley-sur-Saône és Perrigny-sur-l'Ognon községekkel határos.

## Népesség
A település népességének változása:
| Lakosok száma | 296  | 298  | 300  | 284  | 348  | 345  | 348  | 361  | 362  | 367  |
|               | 1968 | 1982 | 1990 | 2006 | 2013 | 2015 | 2017 | 2019 | 2020 | 2022 |